# 荻野川
荻野川（おぎのかわ）は、神奈川県北西部を流れる一級河川。相模川水系の支流。子合川とも呼ばれる。
清川村の経ヶ岳山麓に源を発し、かつての荻野村（現・厚木市）で渓谷の水を合わせ東へ流れる。途中で真弓川を合わせ、小鮎川に合流する。